# Loser (bài hát của Big Bang)
"Loser" là đĩa đơn của ban nhạc Hàn Quốc Big Bang và được phát hành dưới dạng kĩ thuật số vào ngày 1 tháng 5 năm 2015 bởi hãng thu âm YG Entertainment. Bài hát nằm trong album đĩa đơn đầu tiên M thuộc album phòng thu tiếng Hàn thứ ba MADE, đánh dấu sự trở lại của nhóm sau ba năm.

## Bối cảnh
Vào ngày 25 tháng 4 năm 2015 YG Entertainment công bô tên các bài hát chủ đề của album đĩa đơn M gồm "Loser" và "Bae Bae". "Loser" được G-Dragon giải thích rằng nó ý nghĩa là "Những người đứng dưới ánh đèn sân khấu cũng chỉ là người bình thường mà thôi".

## Video âm nhạc
Video âm nhạc do Han Sa Min làm đạo diễn, người từng đạo diễn video của "Blue", "Bad Boy", "Monster" và "Love Song". Big Bang bắt đầu quay phim tại Los Angeles, Hoa Kỳ từ 2 đến 8 tháng 4 năm 2015.
Trong video mỗi thành viên có một câu chuyện riêng. G-Dragon bắt đầu bằng cảnh trên thang máy, để lộ hình xăm "Truth + Dare". Anh đi lang thang một mình trên những con phố, cảm thấy thế giới thật xa lạ và quên mất tình yêu trong con người mình. Taeyang đấu tranh với đức tin của riêng mình, trên tay là cây thánh giá mang dòng chữ "Sin will find you". Cuối cùng anh tự vẫn còn cây thánh giá vỡ tan. Seungri không thể kiểm soát cơn giận dữ của mình sau khi biết người anh yêu đi với kẻ khác. T.O.P không thể giữ nổi sự bình tĩnh và giết chết người phụ nữ đã làm anh tức giận. Daesung bị một đám thanh niên đánh túi bụi - anh cố tự vệ nhưng không thể chống cự nổi.

## Diễn biến thương mại và xếp hạng
Chỉ hai ngày sau khi ra mắt "Loser" đạt vị trí quán quân trên bảng xếp hạng và tiêu thụ được 256.398 bản. Chỉ trong 9 ngày "Loser" lập kỉ lục mới của năm 2015 với trên 10,5 triệu lượt nghe trực tuyến và 479.474 lượt tải tại Hàn Quốc, trở thành nghệ sĩ được nghe nhiều nhất năm Sau hai tháng "Loser" cũng trở thành đĩa đơn bán chạy thứ hai của năm với 988.321 bản. Vào này 16 tháng 7 năm 2015, bài hát đạt một triệu lượt tải. "Loser" chiến thắng tại nhiều lễ trao giải của các chương trình âm nhạc cũng như đứng đầu nhiều bảng xếp hạng.
Bài hát xuất phát trên bảng xếp hạng "World Digital Songs" của Billboard ở vị trí quán quân vào ngày 7 tháng 5. Video âm nhạc của bài hát cũng đứng thứ 3 trong danh sách các video âm nhạc K-pop được xem nhiều nhất tại Hoa Kỳ (tháng 4) theo Billboard, dù chỉ có 2 ngày xem. Trên YouTube, "Loser" trở thành video K-pop được xem nhiều nhất trong vòng 24 giờ đầu với 4,5 triệu lượt xem chỉ sau Gentleman của PSY cũng như video K-pop được xem nhiều nhất năm 2015.

## Xếp hạng
| Bảng xếp hạng (2015)                                  | Vị trí cao nhất |
| ----------------------------------------------------- | --------------- |
| Nhật Bản Hot 100 (Billboard)                          | 42              |
| Hàn Quốc (Bảng xếp hạng đĩa đơn Gaon Hàng tuần)       | 1               |
| Hàn Quốc (Bảng xếp hạng đĩa đơn Gaon Hàng tháng)      | 1               |
| Hàn Quốc (Bảng xếp hạng kĩ thuật số Gaon nửa đầu năm) | 3               |
| Hoa Kỳ World Digital Songs (Billboard)                | 1               |

## Doanh số
| Bảng xếp hạng                  | Doanh số  |
| ------------------------------ | --------- |
| Gaon Download Chart (Hàn Quốc) | 1.173.928 |
| Billboard World Digital Songs  | 9.000     |